# Rafael Lesmes
Rafael Lesmes Bobed (Ceuta, 9 november 1926 – Valladolid, 8 oktober 2012) was een Spaans profvoetballer. Lesmes was een verdediger.

## Spelerscarrière
Lesmes werd geboren in Ceuta en begon daar ook zijn voetbalcarrière. In 1949 verhuisde hij naar Real Valladolid, waar hij drie jaar zou spelen. In 1952 versierde hij een toptransfer naar Real Madrid. Daar won hij vijf keer op rij de Europacup I en werd hij vier keer landskampioen. In 1960 keerde hij terug naar Real Valladolid, waar hij in 1962 zijn carrière afsloot.
Lesmes ging met Spanje naar het WK 1950, maar daar kwam niet in actie. Hij speelde twee interlands: op 17 maart 1955 tegen Frankrijk (1-2-nederlaag) en op 15 oktober 1958 tegen Noord-Ierland (6-2 overwinning).
Lesmes overleed op 8 oktober 2012 in Valladolid op 85-jarige leeftijd.

## Erelijst
Real Madrid
- Primera División (4): 1953/54, 1954/55, 1956/57, 1957/58
- Europacup I (5): 1955/56, 1956/57, 1957/58, 1958/59, 1959/60
- Copa Latina (2): 1955, 1957
- Pequeña Copa del Mundo (1): 1956